# Нова Борова
Нова́ Борова́ — селище в Україні, центр Новоборівської селищної територіальної громади Житомирського району Житомирської області. Населення 5746 осіб (2001).Утворене в 1957 році шляхом об’єднання сіл Фонтанки і Борової Рудні (інша назва Стара Борова) та пристанційного селища Турчинки.

## Географія

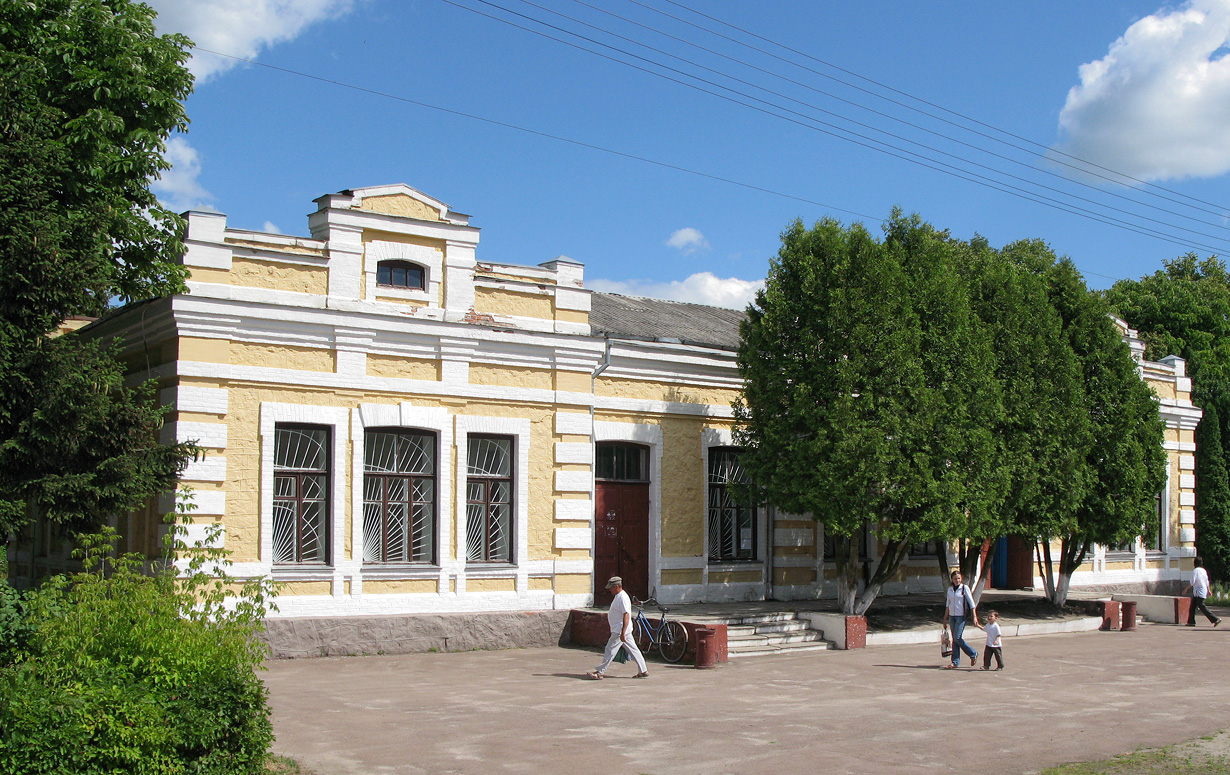
Вокзал станції Нова Борова

Географічні координати Нової Борової: 50°41' пн. ш. 28°38' сх. д. Часовий пояс — UTC+2, з переходом на літній час UTC+3. Загальна площа Нової Борової (території, підпорядкованій селищній раді)  — 29 км². Довжина смт Нова Борова з півночі на південь — 3,5 км, зі сходу на захід — 3,4 км.
Селище міського типу розташоване на правому березі річки Ірші, у північно-східній частині району, за 22 км від районного центру селища Хорошів та за 55 км від обласного центру міста Житомира. Неподалік населеного пункту споруджено Іршанське водосховище — одне з найбільших на Житомирщині.
Поблизу Нової Борової в меридіональному напрямку проходять транспортні шляхи: автодорога «Житомир — Виступовичі» та залізниця «Житомир — Коростень». В межах селища знаходиться залізнична станція «Нова Борова».

## Історія
Населений пункт виник у другій половині XVII століття. Першим населеним пунктом, з якого розпочалася Нова Борова, був хутір Фонтанка. Тут поселилися вільні люди, які займалися землеробством та тваринництвом. Хутір розміщувався поблизу невеличкої річки Фонтанки (звідси назва поселення), що брала початок з фонтануючих з-під землі джерел. Однак версія фонтануючих джерел видається малоймовірною, оскільки ще у 1795 році в ревізійній відомості села Рудня-Фасова фіксується мешкаюча там родина Матвія Фантані сина Матеуша, шляхтича з Угорського королівства, який за даними відомості народився у 1760 році і на момент 1795 року жив на Рудні-Фасовій разом з синами Томашем, Михайлом, Якубом та Яном. Цю ж версію підтверджує назва поселення вживана серед місцевих поляків: Слобода Фантанєґо, тобто «слобода людини на прізвище Фантані». Таким чином угорську родину Фантані можна вважати засновниками поселення, яке сьогодні має назву Нова Борова.
У 1811 році власницею Борової Рудні була графиня Людвига Андріївна Малаховська. На Рудні налічувалася 31 особа чоловічої статі — працівники та їхні сини.
У 1912 році на двоверстовій топографічній мапі на території сучасної Нової Борової є поселення рос. Фонтанка, яке складається з 7 дворів і тартака, на північній околиці території сучасної Нової Борової є Смолярня Радча, яка також складається з 7 дворів та цегельні, всю територію між Слободою Фонтані та Смолярнею Радчою покриває ліс, через який проходить дорога та залізнична колія.
У квітні 1930 року на місці колишнього лазарету для будівників залізниці було засновано Турчинецьку лікарню.
Упродовж німецько-радянської війни участь у бойових діях брали близько 600 місцевих жителів, з них 402 особи нагороджені орденами і медалями, 137 — загинуло. У період німецької окупації в районі Нової Борової діяли диверсійно загони Степана Маликова.
Становлення Нової Борової розпочалося у післявоєнні роки XX ст. Саме в ті часи на залізничну станцію «Турчинка» перебазувалась одна із геологічних партій Західно-української геологорозвідувальної експедиції № 16. На її базі заснували Житомирську комплексну геологічну експедицію, яка, фактично, стала головним містоутворюючим підприємством Нової Борової..
На початку 60-тих років побудовані овочесушильний завод, ремонтно-механічний завод, завод залізобетонних виробів, автотранспортне підприємство, ряд будівельних організацій, склади та бази обласного і районного значення, заклади соціальної сфери, житло. В 1955 році побудований другий навчальний заклад селища — теперішня гімназія.
З 1954 року розпочалися роботи із спорудження Іршанського ГЗК. Прибулий з Киргизії енергопоїзд давав електрику селищу та навколишнім селам. На території селища планувалось побудувати місто Титаноград. Проте відбулися зміни, тому був реалізований новий проект із назвою «селище Іршанськ». Від «Титанограду» залишилась тільки забудова першої його черги, яка розпочиналася з вулиці Шкільної й тягнулась до території залізобетонного заводу. Сюди входили фінські будинки для інженерно-технічних працівників, бараки-гуртожитки для робітників, клуб, початкова школа, дитячий садок, дитячі ясла, ряд продовольчих та промислових магазинів. Для потреб виробництва були побудовані: прирейкова база ГЗК, перша автоколона, пожежне депо, водозабірна станція в урочищі Синій Вир (в межах водозабірної станції, що була побудована в 1912 році для потреб залізниці), водонапірна башта з мережею водопостачання для новобудови.
Статус селища міського типу — з 1954 року.

## Населення
Під час останнього перепису населення, який пройшов у 2001 році, населення Нової Борової становило 5746 осіб.
| 2001* | 2006 | 2007 | 2008 | 2009 | 2010 |
| ----- | ---- | ---- | ---- | ---- | ---- |
| 5746  | 5656 | 5627 | 5625 | 5634 | 5601 |

### Мова
Розподіл населення за рідною мовою за даними перепису 2001 року:
| Мова            | Кількість | Відсоток |
| --------------- | --------- | -------- |
| українська      | 5524      | 96.14%   |
| російська       | 206       | 3.59%    |
| польська        | 5         | 0.09%    |
| білоруська      | 5         | 0.09%    |
| німецька        | 2         | 0.03%    |
| інші/не вказали | 4         | 0.06%    |
| Усього          | 5746      | 100%     |

## Економіка
- Житомирська геологічна експедиція (вул. Коцюбинського, 8);[12]
- ТОВ «Юніком-пром» (вул. Лісова, 20);
- ПП «Ділекс» (вул. Іршанська, 21);
- ПП «Паритет» (вул. Пушкіна, 1-А);
- ПП «Скала» (вул. Заводська, 1-А);
- ПП «Валентина» (вул. Пушкіна 1-А);
- ПП «Тантал» (вул. Лісова,12);
- ПП «Мінерал» (вул. Пушкіна, 1-А);
- АЗС ПП «Нафта» (вул. Заводська ,1-Б).[13]

Нова Борова сьогодні — це важливий промисловий центр та транспортний вузол Хорошівського району. Важливе значення в промисловості селища відіграють каменеобробні підприємства «Юніком-Пром», «Паритет», «Шершня», «Ділекс», «Валентина» та ряд каменеобробних цехів. Вироби з природного каменю цих підприємств (пам'ятники, облицювальні матеріали, колота і пиляна гранітна бруківка, щаблі, бордюри тощо) користуються великим попитом в Україні та за її межами. Будівельна галузь представлена товариствами: «Світанок», на якому виготовляються залізобетонні та столярні вироби (вікна, двері, «вагонку», дошки для стеління підлоги тощо) та «Трубосталь», де виробляють металеві профільні труби. Товариство з обмеженою відповідальністю «Буц» та приватне підприємство «Желвін» займаються пошиттям швейних виробів. Сільськогосподарське товариство з обмеженою відповідальністю «Колос» спеціалізується на вирощуванні зернових культур, багаторічних трав та м'ясному тваринництві. Неабияке значення в економічному зростанні селища та району відіграють дочірні підприємства Житомирська геологічна експедиція та «Житомирбуррозвідка»[джерело?].

## Персоналії
- Павицький Володимир Петрович (1976—2022) — старший солдат Збройних сил України, учасник російсько-української війни.
- Прокопчук Ігор Петрович (1969—2023) — капітан Збройних сил України, учасник російсько-української війни.
- Шумський Олександр Якович — український політичний діяч.